# Наср II
Наср ибн Ахмад (перс. نصر بن احمد‎‎) или Наср II (نصر دوم‎) — эмир Хорасана, Мавераннахра и Тохаристана из династии Саманидов (914—943). Его правление ознаменовало собой вершину процветания Саманидов. Был сыном Ахмада ибн Исмаила. Имел произвище «Удачливый» (امیر سعید‎).

## Биография

Карта Хорасана, Мавераннахра и Тохаристана

Родился 906 году в семье Ахмада ибн Исмаила (907—914), внук Исмаил ибн Ахмад Самани. Наср стал эмиром в возрасте восьми лет после убийства своего отца в январе 914 года. При малолетном возрасте регентом стал везир Абу Мухаммад Джайхани (914—922). Через год его восьмилетний воспитанник стал правителем (эмиром) империи Саманидов, и Джайхани был назначен визирем. Из-за молодости Насра, Джайхани стал фактическим правителем империи.
Но почти сразу началась серия восстаний в государстве, самым серьезным из которых было восстание его двоюродного деда Исхака ибн Ахмада. Из-за этих восстаний, Саманиды утратили контроль над некоторыми своими провинциями. При Насре ІІ в стране произошли внутренные смуты и восстаний. В 919 году правитель Хорасана Хусейн ибн Али Марваррудхи восстал против власти Саманидов. Наср ответил, послав армию под командованием Ахмада ибн Сахля для подавления восстания, которое последнему удалось осуществить. Однако через несколько недель Ахмад вскоре восстал в Нишапуре, вторгся в саманидский город Горган, а затем укрепился в Мерве, чтобы избежать контратаки Саманидов. Тем не менее, саманидскому генералу Хамуя ибн Али удалось выманить Ахмада из Мерва и победить его в битве при Мерверруде. Ахмад был схвачен во время битвы и заключен в тюрьму в Бухаре, где оставался до своей смерти в 920 году.
В 922 году Наср сместил Абу Абдаллу Джайхани с поста премьер-министра; неизвестно, было ли это из-за его предполагаемых шиитских верований. Его заменил Абу-ль-Фадль Балами (922—938), который по большей части продолжал политику своего предшественника. В 928 году Дейлемитский военачальник Асфар ибн Шируя, который теперь служил Саманидам, завоевал Табаристан и Рей.
Год спустя Наср заключил в тюрьму своего командира Мухаммада ибн Ильяс, рассердив его. Однако вскоре он был освобожден после того, как получил поддержку визиря Насра Балами, и был отправлен в поход на Горган. В 930 г. вспыхнуло восстание братьев Насра. Они провозгласили эмиров одного из своих. Яхье Балами удалось подавить восстание, настроив братьев друг против друга.
Другой дейлемитский военачальник, Макан ибн Каки, использовал эту возможность, чтобы захватить Табаристан и Горган у Саманидов и даже завладеть Нишапуром в западном Хорасане. Однако год спустя он был вынужден покинуть эти регионы из-за угрозы, которую представляли Саманиды. Макан затем вернулся в Табаристан, где он был побежден правителем Зияридов Мардавиджом и, которому удалось завоевать регион. Затем он укрылся в Хорасане и был назначен Насром правителем Кермана.
Угроза мобилизации Насра в 933 году побудила Мардавиджа, который стал доминирующей державой в регионе, сдать Горган и заплатить дань за владение Рейем. Год спустя Наср послал Макана против Мухаммеда ибн Ильяс, который поднял мятеж против Саманидов. Мухаммад попытался заручиться поддержкой генерала Аббасидов Якута, но потерпел неудачу, был побежден Маканом и вынужден бежать. Мардавидж был убит своими тюркскими рабами в 935 году и ему наследовал его брат Вушмагир. Макан, узнав об убийстве Мардавиджа руками его собственных тюркских рабов, немедленно покинул Керман, добился своего назначения губернатором Горгана от Насра и при поддержке войск Саманидов попытался вернуть Табаристан. Вушмгиру удалось отбить атаку и даже завоевать Горган, но давление Буидов на его западном фланге вынудило его прийти к соглашению, признав господство Саманидов и уступив Горган Макану. С этого момента армии Саманидов активно участвовали в защите Зияридов от буидов, восставших в центральной Персии. В 938 году сын Абу Абдаллаха Джайхани, Абу Али Джайхани, был назначен премьер-министром, и занимал этот пост до 941 года.
Тот же период отношения между Маканом и Вушмагиром улучшились до такой степени, что они провозгласили независимость от Саманидов. В результате в 939 году Наср послал армию Саманидов под командованием Абу Али Чагани, которая напала на Макан в Горгане. После семимесячной осады своей столицы Макан был вынужден бежать в Рей. Армия Саманидов преследовала его, и в битве 25 декабря 940 года у Исхабада близ Рея войска Саманидов одержали победу. Сам Макан был убит стрелой, а затем обезглавлен победителями, которые отправили его голову Насру в Бухару.
В 943 году несколько офицеров армии Саманидов, рассерженные поддержкой Насром исмаилитских миссионеров, составили заговор с целью убийства эмира. Однако сын Насра Нух узнал об этом плане.

## Карматское движение
К концу правления Насра II исмаилитское движение карматов стало набирать силу. Лидером движения был Хусейн ибн Али Марвази, попавший в плен в бою и умерший в тюрьме в Бухаре. В Мавераннахре предводителем карматов был Мухаммад ибн Ахмад ан-Насафи (ан-Нахшаби), который потребовал от Насра II уплатить фатимидскому халифу аль-Каиму 119 тысяч динаров в обмен на смерть в бухарской тюрьме Хусейна ибн Али Марвази, выполнявшего тайные приказы Фатимидов.

## Политика в области культуры
Министры Насра помогли превратить двор Саманидов в культурный центр. Джайхани был известен как автор и написал географический труд. Его интерес к предмету заставил его пригласить географов из многих мест в Бухару. Ученые, астрономы и другие тоже стекались в город. Балами также интересовался искусством и покровительствовал интеллектуалам и авторам.

## Отречение от престола
В 943 году несколько офицеров армии Саманидов, рассерженные поддержкой Насром исмаилитских миссионеров, составили заговор с целью убийства эмира. Однако сын Насра Нух узнал об этом плане. Он пошел на пир, призванный организовать заговор, и обезглавил их вождя. Чтобы успокоить других офицеров, он пообещал остановить исмаилитских миссионеров от продолжения их деятельности. Затем Нух убедил Насра отречься от престола.

## «Золотой век» Саманидов

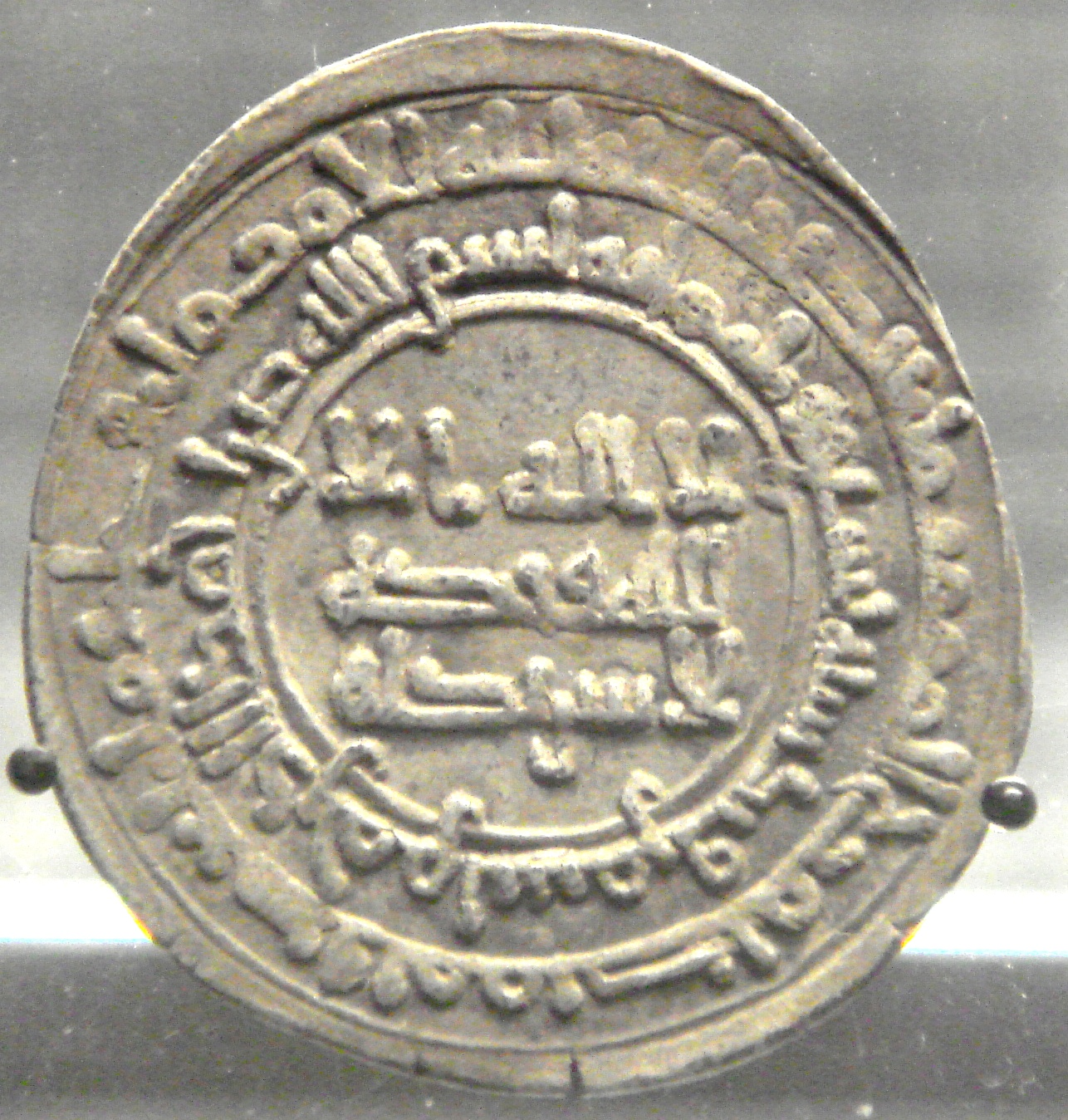
Монета Насра II, отчеканенная в Самарканде, 921—922 гг. (аверс)

Несмотря на все смуты, время правления Насра II считается лучшим периодом Саманидов, или другими словами, «золотым веком» династии. Его прозвище было «эмир сейи́д». Роль его министра Абу Абдаллы Джайхани (914—921) была очень важна для стабильности и развития государства. В период правление Насра II упоминалось прозвище «Шейх-уль-Амид». Благодаря мудрости и профессионализму министра Абу Абдаллы Джайхани государство Насра стало довольно процветающим. Абу-ль-Фадль Балами (921—937) — был еще одним министром Насра, и во время его служения двор Саманидов стал центром сбора ученых и поэтов. Абу-ль-Фадль Балами был покровителем и сторонником Рудаки при дворе. Придворные называли его «Балъамии Кабир», «Мир Абульфазл», «Шейх-и Джалил» и др. Третий министр Насра II — Абу Али Джайхани (938—941), происходивший из известного рода Балами.

## Смерть
Вскоре после своего отречения эмир Наср II скончался 1 апреля 943 года от туберкулёза.